# جين برادلي فيسك
جين برادلي فيسك (بالإنجليزية: Gene Bradley Fisk)‏ هو مغني وكاتب أغاني أسترالي، ولد في 20 أغسطس 1935 في كولاك في أستراليا.